# International Cometary Explorer
International Cometary Explorer (ICE) – sonda kosmiczna, która była pierwotnie nazywana International Sun / Earth Explorer 3 (ISEE-3). Jej misja rozpoczęła się 12 sierpnia 1978 roku.
Sonda stanowiła część międzynarodowego programu współpracy pomiędzy NASA i ESA, który miał posłużyć do badania interakcji między ziemskim polem magnetycznym a wiatrem słonecznym. W programie wykorzystano trzy statki kosmiczne: ISEE 1 i ISEE 2 oraz ISEE 3 na heliocentrycznej orbicie (później przemianowany na ICE).
ICE jako pierwszy statek kosmiczny poruszał się po orbicie przechodzącej przez punkty libracyjne. Został on później wysłany w kierunku komety 21P/Giacobini-Zinner i stał się pierwszym statkiem kosmicznym, który bezpośrednio badał kometę. 28 marca 1986 wykonał najdalszy przelot obok komety Halleya (odległość od jądra komety wyniosła 28 mln km).

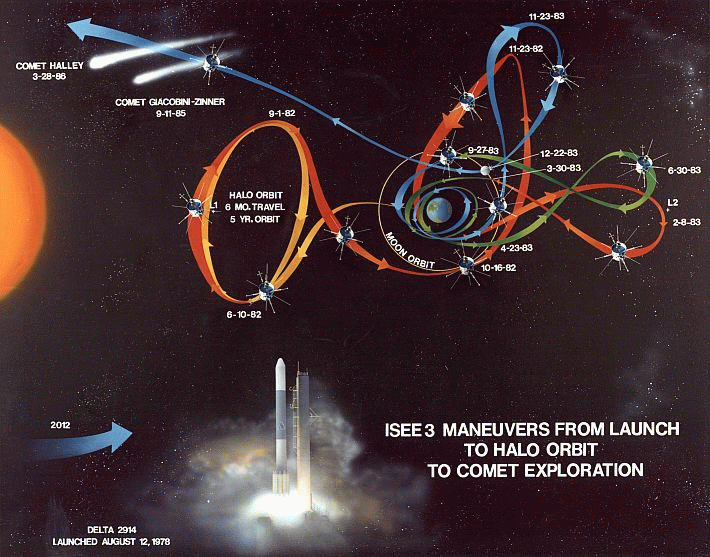
Trajektoria lotu sondy ICE

## Odzyskanie łączności z sondą w 2014 roku
Gdy zakończono zadanie związane z kometą Halleya, na początku lat 90. postanowiono ponownie wykorzystać sondę do badania Słońca. Przedsięwzięcie realizowano w latach 1991-1997, w międzyczasie wystąpiły jednak problemy z łącznością, po raz ostatni nawiązano krótki kontakt z pojazdem w 1999 w celu sprawdzenia stanu technicznego nadajnika. W 2014 roku nadarzyła się okazja na odzyskanie kontroli nad sondą, która zbliżyła się wówczas ponownie do Ziemi. Wymagało to jednak użycia radiowego pasma S, które niemal zupełnie wyszło z użycia, a sieć radioteleskopowa Deep Space Network pozbyła się już przestarzałych urządzeń radiowych. Zespół z Applied Physics Laboratory Uniwersytetu Johnsa Hopkinsa zaproponował NASA pomoc w przechwyceniu pojazdu. Postanowiono wykorzystać w tym celu będącą w posiadaniu instytutu 18-metrową antenę oraz radio programowalne. Sprzęt wymagał jednak drogiej modyfikacji, której koszt sięgał około 125 000 USD. W celu zdobycia pieniędzy zorganizowano akcję crowdfundingową, darczyńcy wpłacili niemal 160 000 USD, co z dużą nawiązką pozwoliło sfinansować projekt. 29 maja 2014 roku ogłoszono, że próba odzyskania łączności zakończyła się pełnym sukcesem – przełączono system komunikacyjny sondy w dwukierunkowy tryb serwisowy, a dane zdołał odebrać szereg stacji na całym świecie. W przypadku stwierdzenia wystarczającej sprawności technicznej pojazdu, stojący na czele akcji Skycorp planuje skierować sondę w pobliże Księżyca, aby wykorzystać jego asystę grawitacyjną do skierowania pojazdu na użyteczną orbitę heliocentryczną i tym samym umożliwienia ponownego prowadzenia badań.